# Avreuil
Avreuil település Franciaországban, Aube megyében. Lakosainak száma 168 fő (2022. január 1.). Avreuil Davrey, La Loge-Pomblin, Montigny-les-Monts, Saint-Phal és Vanlay községekkel határos.

## Népesség
A település népessége az elmúlt években az alábbi módon változott:
| Lakosok száma | 185  | 184  | 168  | 170  | 145  | 152  | 165  | 169  | 170  | 168  |
|               | 1968 | 1982 | 1990 | 2006 | 2013 | 2015 | 2017 | 2019 | 2020 | 2022 |